# Pyramid (Album)
Pyramid ist ein 1978 veröffentlichtes Musikalbum der britischen Progressive-Rock-Band The Alan Parsons Project.

## Hintergrund
Die LP wurde zu einer Zeit konzipiert, in der das allgemeine Interesse an Pyramiden und der Pyramidenenergie sehr hoch war; es gab Zeitungsberichte über angebliche magische Eigenschaften. Das Album enthält viele Reverenzen an altertümliche Wunder, so auch an die Pyramiden Ägyptens. Dies wird am deutlichsten bei den Titeln What Goes Up … und Pyramania. Auch Anspielungen an die Prä-Astronautik sind mehrfach vorhanden.

## Titelliste
Alle Stücke wurden von Alan Parsons und Eric Woolfson verfasst.
1. Voyager (Instrumental) – 2:15
2. What Goes Up … (Lead Vocals: David Paton & Dean Ford) – 3:56
3. The Eagle Will Rise Again (Lead Vocals: Colin Blunstone) – 4:03
4. One More River (Lead Vocals: Lenny Zakatek) – 4:16
5. Can’t Take It with You (Lead Vocals: Dean Ford) – 5:02
6. In the Lap of the Gods (Instrumental) – 5:29
7. Pyramania (Lead Vocals: Jack Harris) – 2:43
8. Hyper-Gamma-Spaces (Instrumental) – 4:20
9. Shadow of a Lonely Man (Lead Vocals: John Miles) – 5:34

Bonustracks
Pyramid wurde 2008 neu gemastert und mit folgenden Bonustiteln wiederveröffentlicht:
1. Voyager/What Goes Up/The Eagle Will Rise Again (Instrumental) – 8:56
2. What Goes Up/Little Voice [Demo] – 4:08
3. Can’t Take It With You [Demo] – 1:45
4. Hyper-Gamma-Spaces [Demo] – 2:21
5. The Eagle Will Rise Again [Alternative Version – Backing Track] – 3:21
6. In the Lap of the Gods [Part I – Demo] – 3:15
7. In the Lap of the Gods [Part II – Backing Track Rough Mix] – 1:56

## Kommerzieller Erfolg

### Chartplatzierungen
| ChartsChartplatzierungen       | Höchstplatzierung | Wochen/ Monate |
| ------------------------------ | ----------------- | -------------- |
| Deutschland (GfK)              | 3 (122 Wo.)       | 122 Wo.        |
| Österreich (Ö3)                | 17 (5 Mt.)        | 5 Mt.          |
| Vereinigte Staaten (Billboard) | 26 (25 Wo.)       | 25 Wo.         |
| Vereinigtes Königreich (OCC)   | 49 (4 Wo.)        | 4 Wo.          |

| ChartsJahrescharts (1978) | Platzierung |
| ------------------------- | ----------- |
| Deutschland (GfK)         | 8           |

| ChartsJahrescharts (1979) | Platzierung |
| ------------------------- | ----------- |
| Deutschland (GfK)         | 2           |

| ChartsJahrescharts (1980) | Platzierung |
| ------------------------- | ----------- |
| Deutschland (GfK)         | 32          |

### Auszeichnungen für Musikverkäufe
| Land/Region               | Auszeichnungen für Musikverkäufe (Land/Region, Auszeichnung, Verkäufe) | Verkäufe  |
| ------------------------- | ---------------------------------------------------------------------- | --------- |
| Deutschland (BVMI)        | Platin                                                                 | 500.000   |
| Kanada (MC)               | 2× Platin                                                              | 200.000   |
| Neuseeland (RMNZ)         | Gold                                                                   | 10.000    |
| Spanien (Promusicae)      | Gold                                                                   | 50.000    |
| Vereinigte Staaten (RIAA) | Gold                                                                   | 500.000   |
| Insgesamt                 | 3× Gold · 3× Platin ·                                                  | 1.260.000 |